# Fußballderbys in Italien
Dieser Artikel befasst sich mit den fünf Stadtderbys, die bisher in der Serie A, der höchsten Spielklasse des italienischen Vereinsfußballs stattgefunden haben, und dem überregionalen Derby d’Italia. Das in der Geschichte der Serie A am häufigsten ausgetragene Stadtderby ist das Derby della Madonnina, die Begegnung zwischen der AC Mailand und Inter Mailand. Seit Einführung der Serie A in der Saison 1929/30 wurde dieses Derby nahezu halbjährlich ausgetragen. Nicht ausgetragen wurde das Mailänder Derby lediglich zwischen 1943 und 1945, als der Ligabetrieb aufgrund des Zweiten Weltkrieges zwei Jahre ausgesetzt wurde, sowie in den Spielzeiten 1980/81 und 1982/83, als die AC Mailand in die Serie B abstieg.
Eine ebenfalls fast regelmäßig ausgetragene Begegnung der Serie A ist das Derby della Capitale (Römer Derby) zwischen der AS Rom und Lazio Rom. Weitere traditionelle Stadtderbys gibt es zwischen Italiens Rekordmeister Juventus Turin und dem FC Turin, CFC Genua und Sampdoria Genua sowie Chievo Verona und Hellas Verona.
In der Spielzeit 2025/26 der Serie A gibt es drei Städte, die jeweils zwei Vereine und somit sechs Erstligisten stellen, dies sind Mailand, Rom und Turin.

## Stadtderbys

### Genua

Der CFC Genua der sechs der ersten sieben Meisterschaften gewann und insgesamt neun Meistertitel verbuchen kann (den letzten allerdings 1924), war von Anfang an besonders in der Genueser Altstadt verankert. Eine andere Fußballhochburg der Region befand sich in Genuas westlichen Stadtbezirken, wo unmittelbar nach dem Zweiten Weltkrieg die Sampdoria Genua gegründet wurde. Auch heute noch gilt Genoa in erster Linie als Stadtverein, während Sampdorias Fanhochburgen im Westen der Stadt und in den Vororten liegen. Das Genueser Derby della Lanterna ist benannt nach dem Leuchtturm im Hafen, dem Wahrzeichen der Stadt.

#### Bilanz desDerby della Lanterna
Stand: 25. September 2024
- Pflichtspiele gesamt: 108
- Siege CFC Genua: 26
- Unentschieden: 40
- Siege Sampdoria Genua: 42
- Tore CFC Genua: 106
- Tore Sampdoria Genua: 128

### Mailand

Das Mailänder Derby wurde nach der Madonnenstatue auf der zentralen Turmspitze des Mailänder Doms benannt und ist das einzige Duell zweier Vereine aus derselben Stadt, welche beide die Champions League gewinnen konnten. Außerdem ist es das einzige Stadtderby Italiens, das bereits im Europapokal ausgetragen wurde. Zudem tragen beide Mannschaften ihre Heimspiele im San Siro aus. Im Gegensatz zu den anderen Derbystädten Italiens, in denen die Fanlager einigermaßen geografisch bestimmbar sind, verläuft der Riss in Mailand quer durch alle Stadtviertel, und kein Verein hat bestimmte Hochburgen. Im Gegensatz zu vielen anderen Derbys ist das Derby della Madonnina nicht von geographischen, kulturellen oder politischen Gegensätzen geprägt, sondern erhält seine besondere Brisanz dadurch, dass Inter Mailand aus der AC Mailand hervorging, beide Vereine sich das Stadion teilen und die Klubs national und international ähnlich erfolgreich sind.
Seit den Anfängen des italienischen Erstliga-Betriebes sind beide Vereine zusammen mit Juventus Turin regelmäßige Konkurrenten um die italienische Meisterschaft. 

#### Bilanz desDerby della Madonnina
Stand: 23. April 2025
- Pflichtspiele gesamt: 244
- Siege AC Mailand: 82
- Unentschieden: 71
- Siege Inter Mailand: 91
- Tore AC Mailand: 322
- Tore Inter Mailand: 341

### Rom

Das Hauptstadtderby trägt auch den Namen Derby di Roma und in Anlehnung an den Petersdom den Namen Derby del Cupolone. Die Rivalität zwischen den Vereinen zeigt sich besonders unter den Fans, die vor allem um die Repräsentanz der Stadt im Land und lokales Ansehen streiten. Bei der Stadtbevölkerung ist insbesondere die AS Rom aufgrund der römischen Symbolik und als Einheitsverein beliebt, Lazio Rom kommt aus dem sportkulturellen Zentrum der Stadt (dem heutigen Municipio II). Die allermeisten Ultras beider Vereine gelten in Italien als gefürchtet und stehen gegen den „modern“ bezeichneten Kommerz und dessen Einflüsse, und sehen sich der Römischen Tradition verpflichtet. So sind gegenseitige Polemiken und Unterstellungen an der Tagesordnung und äußern sich insbesondere bei den Derbys. So wird insbesondere der scheinbare Snobismus von Lazio-Fans und deren hauptsächlich wohlhabenden Stadtvierteln von AS-Fans betont, während Lazio den Umstand attackiert, dass die AS den Kommerz einführte und ihre betonten Bezüge in nun als „Ghetto“ zu bezeichnenden Vierteln liegt. Begründet liegt das in der Rivalität, die überhaupt entstand, weil bei der Gründung der AS Rom sich die SS Lazio dieser Vereinheitlichung entzog.

#### Bilanz desDerby della Capitale
Stand: 13. April 2025
- Pflichtspiele gesamt: 185
- Siege AS Rom: 69
- Unentschieden: 65
- Siege Lazio Rom: 51
- Tore AS Rom: 227
- Tore Lazio Rom: 180

### Turin

Die Rivalität in Turin weist interessante Parallelen zur Situation in München auf. So hat der FC Turin eine tiefe Verankerung in der Stadt, ähnlich wie TSV 1860 München in München, während Juventus Turin, ähnlich wie der FC Bayern München, über die höchste Popularität im Lande verfügt. Die im Großraum von Turin angesiedelten Fangruppen unterscheiden sich grob wie folgt: Der FC Turin hat traditionell einen größeren Rückhalt bei der alteingesessenen Stadtbevölkerung, während Juventus – das sich seit 1923 im Besitz der den Fiat-Konzern kontrollierenden Familie Agnelli befindet – eine größere Zuneigung bei den aus Süditalien zugewanderten Familien genießt, die mehrheitlich in den neueren Wohngebieten der Vorstädte leben und deren Ernährer in den meisten Fällen als Arbeiter bei Fiat unter Vertrag stehen. Trotz ihrer aus Süditalien immigrierten Fans aus dem Arbeitermilieu gilt Juventus seit jeher als Verein der Oberschicht und der FC Turin als traditioneller Repräsentant der hier seit Generationen verwurzelten Arbeiterklasse.

#### Bilanz desDerby della Mole
Stand: 11. Januar 2025
- Pflichtspiele gesamt: 210
- Siege Juventus Turin: 94
- Unentschieden: 60
- Siege FC Turin: 56
- Tore Juventus Turin: 314
- Tore FC Turin: 245

### Verona

Zum ersten Male kam es in der Saison 2001/02 zu einem Veroneser Stadtderby in der Serie A. Es war die erste Erstligasaison in der Geschichte des Überraschungsaufsteigers Chievo Verona, der am Ende den fünften Rang belegte und sich einen Startplatz im UEFA-Pokal sicherte. Nach mehreren Auf- und Abstiegen von Hellas Verona in den 2010er Jahren gibt  es in der Saison 2017/18 in der Serie A wieder ein Lokalderby. Ausgeglichen gestaltet sich trotzdem die Derbybilanz beider Vereine in der Serie A: während Hellas das Hinspiel (trotz eines 0:2-Rückstandes) mit 3:2 zu seinen Gunsten entschied, gewann Chievo das Rückspiel (nach 0:1-Rückstand) mit 2:1. Seit jeher gilt Hellas als Verein der gesamten Stadt, während der im Nordwesten Veronas beheimatete AC Chievo eigentlich immer nur Repräsentant seines gleichnamigen Viertels war. Dass der neue Verein so schnell vom Publikum angenommen wurde – bereits in seiner ersten Erstligasaison 2001/02 konnte er sich über einen Zuschauerschnitt von rund 16.000 freuen, während der etablierte Hellas FC mit rund 18.400 nicht wesentlich höher lag –, liegt in erster Linie am Gebaren des harten Kerns der Hellas-Ultras. Diese haben mit ihrem rechtsradikalen und rassistischen Auftreten viele Veroneser Zuschauer verschreckt, die sich seither lieber die Spiele von Chievo ansehen, wo Initiativen gegen den Rassismus stattfinden.

#### Bilanz desDerby di Verona
Stand: 10. März 2018
- Pflichtspiele gesamt: 19
- Siege Chievo Verona: 7
- Unentschieden: 5
- Siege Hellas Verona: 7
- Tore Chievo Verona: 23
- Tore Hellas Verona: 24

## Überregionale Derbys

### Juventus Turin gegen Inter Mailand

Der Begriff Derby d’Italia tauchte zum ersten Mal in den 1960ern auf, als Juventus Turin der erfolgreichste Verein in Italien und Inter Mailand der erfolgreichste italienische Club auf internationaler Ebene war. Kreiert wurde er vom Journalisten Gianni Brera.
Aber auch schon in den 1930ern und 1950ern waren beide Vereine regelmäßige Konkurrenten um die italienische Meisterschaft. Bis heute nehmen beide Teams in der ewigen Tabelle der Serie A außerdem die ersten beiden Plätze ein, und bis zum Zwangsabstieg von Juventus im Zuge des Manipulationsskandals 2005/2006 waren die beiden Vereine die einzigen Mannschaften, welche in jeder Saison der Serie A vertreten waren.
Besondere Brisanz erhielt das Duell in der Spielzeit 1960/61: Lange Zeit kämpften Inter, Juventus und die AC Mailand um die Meisterschaft. Gegen Ende der Saison sollte das Derby d’Italia die Meisterschaft entscheiden. Zu diesem Spiel drängten aber zu viele Zuschauer in das Turiner Stadion, und nach einem Pfostenschuss von Inter kam es zu einem Platzsturm, was den Schiedsrichter veranlasste, das Spiel abzubrechen. Wie üblich wertete man das Spiel 2:0 für die Gästemannschaft, womit die Mailänder die Tabellenführung übernahmen. Der italienische Verband unter Präsident Umberto Agnelli, der auch Präsident von Juventus war, ordnete jedoch einen Tag vor Saisonende ein Wiederholungsspiel an. Inter, das durch diese Vorgänge völlig aus der Fassung gebracht worden war, verlor sein letztes Ligaspiel, Juventus spielte unentschieden – die Turiner waren Meister. Aus Wut ordnete Inters Präsident Angelo Moratti daraufhin an, dass die Mailänder im nun bedeutungslosen Wiederholungsspiel nur mit einer Jugendmannschaft antreten sollten. Juventus gewann dieses Spiel 9:1.

#### Bilanz desDerby d’Italia
Stand: 16. Februar 2025
- Pflichtspiele gesamt: 253
- Siege Juventus Turin: 113
- Unentschieden: 63
- Siege Inter Mailand: 77
- Tore Juventus Turin: 358
- Tore Inter Mailand: 312